# Starnoenas cyanocephala
Starnoenas cyanocephala é uma espécie de ave da família Columbidae. É a única espécie do género Starnoenas.
É endémica de Cuba.
Os seus habitats naturais são: florestas subtropicais ou tropicais húmidas de baixa altitude, pântanos subtropicais ou tropicais e regiões subtropicais ou tropicais húmidas de alta altitude.
Está ameaçada por perda de habitat.